# Festival di Sanremo 2011
(Motto di Gianni Morandi al Festival di Sanremo 2011)
Il sessantunesimo Festival di Sanremo si è svolto al teatro Ariston di Sanremo dal 15 al 19 febbraio 2011 con la conduzione di Gianni Morandi, affiancato da Belén Rodríguez, Elisabetta Canalis e il duo comico Luca e Paolo.
Come nell'edizione precedente, la direzione artistica è stata curata da Gianmarco Mazzi, l'orchestra è stata diretta dal maestro Marco Sabiu e la regia televisiva è stata affidata a Duccio Forzano. La scenografia è stata realizzata da Gaetano Castelli e Maria Chiara Castelli e le coreografie sono state curate da Daniel Ezralow e Franco Miseria.
Vi hanno partecipato 22 artisti con altrettanti brani suddivisi in due sezioni: Artisti (composta da 14 cantanti noti) e Giovani (composta da 8 giovani cantanti emergenti).
L'edizione è stata vinta da Roberto Vecchioni con il brano Chiamami ancora amore per la sezione Artisti e da Raphael Gualazzi con il brano Follia d'amore per la sezione Giovani. Entrambi hanno vinto anche il Premio della critica "Mia Martini" e il Premio Sala Stampa Radio-TV nelle rispettive categorie.
Il sessantunesimo Festival di Sanremo ha segnato il ritorno dell'Italia all'Eurovision Song Contest dopo ben 13 anni di assenza: a rappresentare il Paese è stato scelto, tra i partecipanti della kermesse, Raphael Gualazzi.

## Conduzione
Nel giugno 2010 Gianni Morandi è sembrato disposto ad impegnarsi nella conduzione del successivo Festival di Sanremo. Il 6 ottobre la Rai ha ufficializzato la presenza del cantante bolognese come presentatore. Contestualmente, è stata anche annunciata la co-conduzione della showgirl e modella Belén Rodríguez, della modella e attrice Elisabetta Canalis e dei comici Luca Bizzarri e Paolo Kessisoglu, celebri nelle loro vesti di iene.

## Direzione artistica e autori
Dopo alcune indiscrezioni emerse nel settembre 2010, il 6 ottobre la direzione artistica dell'evento è stata ufficialmente riaffidata a Gianmarco Mazzi, già direttore artistico-musicale delle edizioni del 2005, 2006, 2009 e 2010.
Gli autori della sessantunesima edizione del Festival sono Ivano Balduini, Martino Clericetti, Simona Ercolani, Michele Ferrari, Federico Moccia e Francesco Valitutti.

## Partecipanti

### SezioneArtisti
Le canzoni sono state scelte e/o gli artisti sono stati invitati dal direttore artistico Gianmarco Mazzi e da Gianni Morandi, i quali si sono potuti avvalere della consulenza del direttore d’orchestra e degli autori del Festival.
Il 5 novembre 2010 il direttore artistico Gianmarco Mazzi ha reso nota la partecipazione del cantautore brianzolo Roberto Vecchioni al successivo Festival di Sanremo, il quale è divenuto così il primo cantante ufficiale del cast della sessantunesima edizione della kermesse canora. Il 24 novembre Gianni Morandi ha annunciato al TG1 la partecipazione del duo formato da Luca Madonia e Franco Battiato con il brano L'alieno. Il 30 novembre viene annunciata anche la presenza di Nathalie come vincitrice della quarta edizione di X Factor.
La lista completa dei 14 partecipanti e dei titoli delle rispettive canzoni è stata resa nota da Gianni Morandi il 20 dicembre.
| Interprete                           | Ultime partecipazioni al Festival           |
| ------------------------------------ | ------------------------------------------- |
| Al Bano                              | 2009                                        |
| Anna Oxa                             | 2006                                        |
| Anna Tatangelo                       | 2008                                        |
| Davide Van De Sfroos                 | Esordiente                                  |
| Giusy Ferreri                        | Esordiente                                  |
| La Crus                              | Esordiente                                  |
| Luca Barbarossa e Raquel del Rosario | 2003 ed Esordiente                          |
| Luca Madonia con Franco Battiato     | 1988 (come membro dei Denovo) ed Esordiente |
| Max Pezzali                          | 1995 (come membro degli 883)                |
| Modà con Emma                        | 2005 (nella sezione Giovani) ed Esordiente  |
| Nathalie                             | Esordiente                                  |
| Patty Pravo                          | 2009                                        |
| Roberto Vecchioni                    | 1973                                        |
| Tricarico                            | 2009                                        |

### SezioneGiovani
6 degli 8 Giovani sono stati scelti attraverso un'apposita selezione suddivisa in due parti. Nella prima fase, denominata "Gara 1", la Sanremo Academy, composta da Gianni Morandi, Gianmarco Mazzi, Luigi D'Ambrosio, Gian Maurizio Foderaro e Mariolina Simone, ha ascoltato le oltre 700 proposte pervenute e ne ha selezionate 9, i cui nomi sono stati diffusi il 13 dicembre 2010.. In seguito si è dato il via alla cosiddetta fase "Gara 2”. Il popolo del web ha potuto votare su internet il proprio cantante preferito tra il 19 dicembre 2010 ed il 29 gennaio 2011. Nello stesso periodo Rai Radio 1 ha trasmesso le 9 canzoni ed ha ospitato a turno i giovani candidati per dar loro maggiore visibilità. Sempre nella fase "Gara 2”, nell’arco delle tre domeniche del 9, del 16 e del 23 gennaio 2011, i 9 finalisti si sono esibiti all’interno di Domenica In… Onda, la fascia pomeridiana del programma Domenica In condotto da Lorella Cuccarini. Gli aspiranti Giovani sono stati suddivisi in tre gruppi così formati:
| 9 gennaio 2011 | 16 gennaio 2011 | 23 gennaio 2011  |
| -------------- | --------------- | ---------------- |
| Anansi         | BTwins          | Marco Menichini  |
| Micaela        | Neks            | Serena Abrami    |
| Le Strisce     | Infranti Muri   | Raphael Gualazzi |

I finalisti sono stati votati dal pubblico a casa tramite il televoto e tali preferenze si sono sommate a quelle della Giuria Radio. Nella puntata di domenica 30 gennaio 2011 sono stati comunicati nomi dei sei artisti più votati, i quali hanno avuto accesso alla sezione Giovani del Festival di Sanremo. I vincitori sono stati: Anansi, BTwins, Marco Menichini, Micaela, Raphael Gualazzi e Serena Abrami.
Gli altri due Giovani sono stati selezionati attraverso il concorso parallelo SanremoLab rinominato Area Sanremo. L'Accademia ha previsto due diversi percorsi: la sezione SanremoLab, dedicata a brani inediti in lingua italiana, e la sezione SanremoDoc, dedicata a brani inediti in lingua dialettale italiana. La giuria di Sanremolab, presieduta da Mario Lavezzi, era composta da Elenoire Casalegno, Roy Paci e Mariano Dapori, primo violoncellista dell'Orchestra Sinfonica di Sanremo, mentre la giuria di SanremoDoc comprendeva Maurizio Coruzzi in qualità di presidente, Davide Van De Sfroos, Giordano Sangiorgi e Enrico Giovannini, primo violinista dell’Orchestra Sinfonica di Sanremo. I vincitori della sezione SanremoLab sono stati Ida Massaro, Lorenzo Vizzini, Roberto Amadè, Erika Mineo, Eleonora Crupi, Ernesto De Luca, Martino Iacchetti e Gabriella Ferrone, mentre i Trenincorsa e Ilaria Palmieri e Terre del sole hanno trionfato nella sezione SanremoDoc. Fra questi 10 nomi, il 26 novembre 2010, una commissione presieduta dal conduttore Gianni Morandi ha scelto Roberto Amadè e Gabriella Ferrone come partecipanti ufficiali della sezione Giovani del Festival di Sanremo 2011.
| Interprete        | Ultime partecipazioni al Festival |
| ----------------- | --------------------------------- |
| Anansi            | Esordiente                        |
| BTwins            | Esordienti                        |
| Gabriella Ferrone | Esordiente                        |
| Marco Menichini   | Esordiente                        |
| Micaela           | Esordiente                        |
| Raphael Gualazzi  | Esordiente                        |
| Roberto Amadè     | Esordiente                        |
| Serena Abrami     | Esordiente                        |

## Classifica finale

### SezioneArtisti
| Posizione | Interprete                           | Canzone               | Autori                                    |
| --------- | ------------------------------------ | --------------------- | ----------------------------------------- |
| 1º        | Roberto Vecchioni                    | Chiamami ancora amore | R. Vecchioni                              |
| 2º        | Modà con Emma                        | Arriverà              | F. Silvestre, E. Zapparoli, E. Palmosi    |
| 3º        | Al Bano                              | Amanda è libera       | F. Berlincioni, A. Carrisi, A. Paoletti   |
| 4º        | Davide Van De Sfroos                 | Yanez                 | D. Bernasconi                             |
| 5º        | Luca Madonia con Franco Battiato     | L'alieno              | L. Madonia                                |
| 6º        | La Crus                              | Io confesso           | M. E. Giovanardi, M. Curallo              |
| 7º        | Nathalie                             | Vivo sospesa          | N. Giannitrapani                          |
| 8º        | Luca Barbarossa e Raquel del Rosario | Fino in fondo         | L. Barbarossa                             |
| 9º        | Anna Tatangelo                       | Bastardo              | V. D'Agostino, A. Tatangelo, G. D'Alessio |
| 10º       | Giusy Ferreri                        | Il mare immenso       | Bungaro, G. Ferreri, M. Calò              |
| NF (E4)   | Max Pezzali                          | Il mio secondo tempo  | M. Pezzali                                |
| NF (E4)   | Tricarico                            | Tre colori            | F. Mesolella                              |
| NF (E3)   | Anna Oxa                             | La mia anima d'uomo   | L. Imerico, A. Oxa, R. Pacco              |
| NF (E3)   | Patty Pravo                          | Il vento e le rose    | D. Calvetti, M. Ciappelli                 |

### SezioneGiovani
| Posizione | Interprete        | Canzone            | Autori                              |
| --------- | ----------------- | ------------------ | ----------------------------------- |
| 1º        | Raphael Gualazzi  | Follia d'amore     | R. Gualazzi                         |
| 2º        | Micaela           | Fuoco e cenere     | A. Santonocito, L. Nigro, F. Muggeo |
| 3º        | Roberto Amadè     | Come pioggia       | R. Amadè                            |
| 4º        | Serena Abrami     | Lontano da tutto   | N. Fabi                             |
| NF (E3)   | BTwins            | Mi rubi l'amore    | S. Grandi, C. Chiodo                |
| NF (E3)   | Marco Menichini   | Tra tegole e cielo | M. Galli, S. Senesi, A. Perrozzi    |
| NF (E2)   | Anansi            | Il sole dentro     | S. Bannò e P. Fiabane               |
| NF (E2)   | Gabriella Ferrone | Un pezzo d'estate  | G. Boursier                         |

## Regolamento e serate
Il regolamento della sessantunesima edizione è molto simile a quello del 2010. Nel corso di cinque serate, attraverso i due principali sistemi di votazione, ovvero la Giuria Demoscopica e il sistema misto televoto 50% e Orchestra 50% (e in alcuni casi grazie al solo televoto), si è arrivati progressivamente alla proclamazione della canzone vincitrice della sezione Artisti. I partecipanti alla sezione Giovani invece sono stati valutati solo dal sistema misto televoto 50% e Orchestra 50%.
Rispetto all'edizione precedente, sono comunque state apportate alcune modifiche al regolamento.
- Le graduatorie combinate ottenute dal sistema di votazione misto non si basano più sulla media dei voti percentualizzati ottenuti da ogni artista dalle due giurie, bensì sulla media delle posizioni raggiunte dallo stesso nelle due diverse graduatorie.[4]
- Viene introdotta la golden share, meccanismo attraverso cui il preferito della Sala Stampa e quello della Giuria Radio hanno potuto scalare d'imperio rispettivamente tre e una posizione nella classifica finale.[4]
- Il numero degli Artisti in gara è stato ridotto da 16 a 14, mentre quello dei Giovani è sceso da 10 a 8.[4]
- Per il ripescaggio della terza serata non viene più impiegato il sistema misto televoto 50% e Orchestra 50%, ma solo il solo televoto.
- Infine, questa edizione ha reintrodotto la serata delle cover, già sperimentata nel 2004, elevandola ad un vero e proprio torneo. Si tratta di una gara parallela al concorso tradizionale che si svolge in una delle serate del Festival e in cui gli artisti della sezione principale interpretano una brano italiano edito. Nella fattispecie di questa edizione, tale serata è stata intitolata Nata per unire ed ha avuto come tema la celebrazione del 150º anniversario dell'Unità d'Italia.[4]

### Prima serata
Nel corso della prima serata si sono esibiti i 14 Artisti in gara. Le canzoni sono state votate dalla Giuria Demoscopica presente nella galleria del Teatro Ariston. Gli artisti agli ultimi due posti della graduatoria della serata sono stati provvisoriamente eliminati.
Inoltre, sono stati presentati gli 8 partecipanti della categoria Giovani.

#### Artisti
- Eliminato provvisorio

| Ordine di uscita | Artista                              | Brano                 | Giuria Demoscopica | Giuria Demoscopica |
| Ordine di uscita | Artista                              | Brano                 | Voti               | Graduatoria        |
| ---------------- | ------------------------------------ | --------------------- | ------------------ | ------------------ |
| 1                | Giusy Ferreri                        | Il mare immenso       | 2278               | 2                  |
| 2                | Luca Barbarossa e Raquel del Rosario | Fino in fondo         | 2196               | 5                  |
| 3                | Roberto Vecchioni                    | Chiamami ancora amore | 2488               | 1                  |
| 4                | Anna Tatangelo                       | Bastardo              | 1540               | 14                 |
| 5                | La Crus                              | Io confesso           | 1925               | 8                  |
| 6                | Max Pezzali                          | Il mio secondo tempo  | 1942               | 7                  |
| 7                | Davide Van De Sfroos                 | Yanez                 | 1779               | 10                 |
| 8                | Anna Oxa                             | La mia anima d'uomo   | 1726               | 13                 |
| 9                | Tricarico                            | Tre colori            | 1789               | 9                  |
| 10               | Modà con Emma                        | Arriverà              | 2222               | 4                  |
| 11               | Luca Madonia con Franco Battiato     | L'alieno              | 2188               | 6                  |
| 12               | Patty Pravo                          | Il vento e le rose    | 1741               | 12                 |
| 13               | Nathalie                             | Vivo sospesa          | 2253               | 3                  |
| 14               | Al Bano                              | Amanda è libera       | 1775               | 11                 |

Ospiti
- Antonella Clerici[25]
- Nazionale italiana di ginnastica ritmica[25]
- Miguel Ángel Zotto: passo a due con Belén Rodrìguez sulle note della Cumparsita[26]

Altre esibizioni
- Luca e Paolo: Ti sputtanerò (sketch satirico musicale su Gianfranco Fini e Silvio Berlusconi sulle note di In amore di Gianni Morandi e Barbara Cola)[27]

### Seconda serata
Nel corso della seconda serata si sono esibiti i 12 Artisti rimasti in gara. Le canzoni sono state votate da una nuova Giuria Demoscopica presente in sala nella galleria del Teatro Ariston. Gli artisti agli ultimi due posti della graduatoria della serata sono stati provvisoriamente eliminati.
Inoltre, si sono esibiti i primi 4 artisti della sezione Giovani. Le canzoni sono state votate dal pubblico a casa tramite il televoto e dalla Sanremo Festival Orchestra. La media delle posizioni raggiunte dagli artisti nelle due singole graduatorie ha generato la graduatoria combinata della serata. I due artisti più votati hanno avuto accesso alla finale di venerdì.

#### Artisti
- Eliminato provvisorio

| Ordine di uscita | Artista                              | Brano                 | Giuria Demoscopica | Giuria Demoscopica |
| Ordine di uscita | Artista                              | Brano                 | Voti               | Graduatoria        |
| ---------------- | ------------------------------------ | --------------------- | ------------------ | ------------------ |
| 1                | Nathalie                             | Vivo sospesa          | 2187               | 4                  |
| 2                | Al Bano                              | Amanda è libera       | 1654               | 11                 |
| 3                | Modà con Emma                        | Arriverà              | 2336               | 2                  |
| 4                | Patty Pravo                          | Il vento e le rose    | 1535               | 12                 |
| 5                | Tricarico                            | Tre colori            | 1736               | 10                 |
| 6                | Luca Madonia con Franco Battiato     | L'alieno              | 2177               | 5                  |
| 7                | Max Pezzali                          | Il mio secondo tempo  | 2012               | 6                  |
| 8                | La Crus                              | Io confesso           | 2004               | 7                  |
| 9                | Luca Barbarossa e Raquel del Rosario | Fino in fondo         | 2213               | 3                  |
| 10               | Davide Van De Sfroos                 | Yanez                 | 1796               | 9                  |
| 11               | Roberto Vecchioni                    | Chiamami ancora amore | 2713               | 1                  |
| 12               | Giusy Ferreri                        | Il mare immenso       | 1917               | 8                  |

#### Giovani
- Eliminato

| Ordine di uscita | Artista           | Brano             | Televoto | Televoto    | Orchestra | Orchestra   | Media delle posizioni nelle graduatorie | Graduatoria combinata |
| Ordine di uscita | Artista           | Brano             | Voti     | Graduatoria | Voti      | Graduatoria | Media delle posizioni nelle graduatorie | Graduatoria combinata |
| ---------------- | ----------------- | ----------------- | -------- | ----------- | --------- | ----------- | --------------------------------------- | --------------------- |
| 1                | Serena Abrami     | Lontano da tutto  | 6.330    | 1           | 26        | 2           | 1,5                                     | 1                     |
| 2                | Anansi            | Il sole dentro    | 4.786    | 2           | 13        | 4           | 3,0                                     | 3                     |
| 3                | Gabriella Ferrone | Un pezzo d'estate | 2.864    | 4           | 15        | 3           | 3,5                                     | 4                     |
| 4                | Raphael Gualazzi  | Follia d'amore    | 4.773    | 3           | 38        | 1           | 2                                       | 2                     |

Ospiti
- Andy García[29]
- Eliza Doolittle: Skinny Genes[29]

Altre esibizioni
- Luca e Paolo: medley di Gianni Morandi (La fisarmonica / C'era un ragazzo che come me amava i Beatles e i Rolling Stones / Canzoni stonate / Sei forte papà / Fatti mandare dalla mamma a prendere il latte / Uno su mille / Un mondo d'amore / Banane e lampone); sketch satirico musicale su Roberto Saviano, Michele Santoro, Gianfranco Fini e Luca Cordero di Montezemolo[30]

### Terza serata

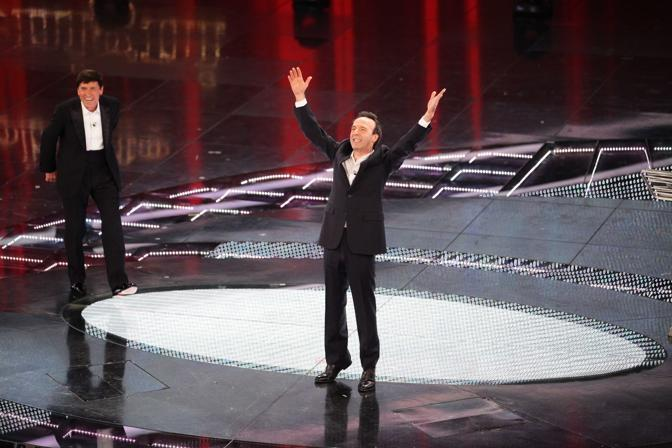
Roberto Benigni ospite al Festival con il presentatore Gianni Morandi

La terza serata, intitolata Nata per unire, è stata dedicata al 150º anniversario dell'Unità d'Italia. I 14 Artisti hanno partecipato ad un piccolo torneo (estraneo alla gara ufficiale del Festival) in cui ciascuno di loro ha interpretato una canzone storica della musica italiana; hanno potuto avvalersi, se lo desideravano, della presenza di artisti ospiti italiani e/o internazionali. Con votazione esclusiva del pubblico attraverso il televoto è stato poi premiato l'artista autore dell'interpretazione migliore, il quale ha vinto un riconoscimento dedicato, ovvero una scultura celebrativa rappresentante l'Italia. Per l'occasione Gianni Morandi ha cantato Rinascimento, brano inedito scritto da Mogol e musicato da Gianni Bella. I brani storici cantati in questa serata, compreso l'inedito di Morandi, sono stati successivamente raccolti nella compilation omonima Nata per unire. Anche Roberto Benigni ha preso parte a questa serata celebrativa, proponendo una lunga esegesi dell'inno nazionale Il Canto degli Italiani.
Inoltre, si sono esibiti i rimanenti 4 artisti della sezione Giovani. Le canzoni sono state votate dal pubblico a casa tramite il televoto e dalla Sanremo Festival Orchestra. La media delle posizioni raggiunte dagli artisti nelle due singole graduatorie ha generato la graduatoria combinata della serata. I due artisti più votati hanno avuto accesso alla finale di venerdì assieme ai due già selezionati nella seconda serata.
Infine, si sono esibiti i 4 Artisti esclusi nel corso delle prime due serate, le cui canzoni sono state votate esclusivamente dal pubblico a casa tramite il televoto. Ai 4 Artisti è stata concessa la possibilità di anticipare il proprio duetto previsto per la quarta serata. Le due canzoni più votate sono state riammesse alla gara.

#### Artisti - Nata per unire
- Vincitore

| Ordine di uscita | Artista                                                          | Ospite/i                                | Brano                                          | Interprete originale          | Anno       |
| ---------------- | ---------------------------------------------------------------- | --------------------------------------- | ---------------------------------------------- | ----------------------------- | ---------- |
| 1                | Davide Van De Sfroos                                             | Nessuno                                 | Viva l'Italia                                  | Francesco De Gregori          | 1979       |
| 2                | Anna Tatangelo                                                   | Nessuno                                 | Mamma                                          | Beniamino Gigli               | 1940       |
| 3                | Anna Oxa                                                         | Nessuno                                 | 'O sole mio                                    | Canzone napoletana            | 1898       |
| 4                | Al Bano                                                          | Yannis Ploutarchos e Dīmītra Theodosiou | Va, pensiero                                   | Dal Nabucco di Giuseppe Verdi | 1842       |
| 5                | Patty Pravo                                                      | Nessuno                                 | Mille lire al mese                             | Gilberto Mazzi                | 1939       |
| 6                | Luca Madonia (con Franco Battiato alla direzione dell'orchestra) | Nessuno                                 | La notte dell'addio                            | Iva Zanicchi - Vic Dana       | 1966       |
| 7                | Giusy Ferreri                                                    | Nessuno                                 | Il cielo in una stanza                         | Mina                          | 1960       |
| 8                | Nathalie                                                         | Nessuno                                 | Il mio canto libero                            | Lucio Battisti                | 1972       |
| 9                | Luca Barbarossa e Raquel del Rosario                             | Nessuno                                 | Addio mia bella addio                          | Canto popolare                | 1848       |
| 10               | Modà con Emma                                                    | Nessuno                                 | Here's to You (La ballata di Sacco e Vanzetti) | Joan Baez - Gianni Morandi    | 1971       |
| 11               | Max Pezzali                                                      | Arisa                                   | Mamma mia dammi cento lire                     | Canto popolare                | 1850 circa |
| 12               | Roberto Vecchioni                                                | Nessuno                                 | 'O surdato 'nnammurato                         | Canzone napoletana            | 1915       |
| 13               | La Crus                                                          | Nessuno                                 | Parlami d'amore Mariù                          | Vittorio De Sica              | 1932       |
| 14               | Tricarico                                                        | Toto Cutugno                            | L'italiano                                     | Toto Cutugno                  | 1983       |

#### Giovani
- Eliminato

| Ordine di uscita | Artista         | Brano              | Televoto | Televoto    | Orchestra | Orchestra   | Media delle posizioni nelle graduatorie | Graduatoria combinata |
| Ordine di uscita | Artista         | Brano              | Voti     | Graduatoria | Voti      | Graduatoria | Media delle posizioni nelle graduatorie | Graduatoria combinata |
| ---------------- | --------------- | ------------------ | -------- | ----------- | --------- | ----------- | --------------------------------------- | --------------------- |
| 1                | Roberto Amadè   | Come pioggia       | 1.771    | 4           | 26        | 1           | 2,5                                     | 2                     |
| 2                | BTwins          | Mi rubi l'amore    | 9.884    | 1           | 7         | 4           | 2,5                                     | 3                     |
| 3                | Marco Menichini | Tra tegole e cielo | 4.442    | 3           | 23        | 3           | 3,0                                     | 4                     |
| 4                | Micaela         | Fuoco e cenere     | 7.640    | 2           | 24        | 2           | 2,0                                     | 1                     |

#### Artisti- Ripescaggio
- Rientrato in gara

| Ordine di uscita | Artista        | Ospite/i | Brano               | Televoto | Televoto | Televoto    |
| Ordine di uscita | Artista        | Ospite/i | Brano               | Voti     | %        | Graduatoria |
| ---------------- | -------------- | -------- | ------------------- | -------- | -------- | ----------- |
| 1                | Patty Pravo    | Nessuno  | Il vento e le rose  | 7.785    | 13,92%   | 4           |
| 2                | Anna Tatangelo | Nessuno  | Bastardo            | 19.259   | 34,43%   | 2           |
| 3                | Al Bano        | Nessuno  | Amanda è libera     | 20.106   | 35,94%   | 1           |
| 4                | Anna Oxa       | Nessuno  | La mia anima d'uomo | 8.787    | 15,71%   | 3           |

Ospiti
- Roberto Benigni[35][36][37]

Altre esibizioni
- Gianni Morandi: Rinascimento[33]

### Quarta serata
Nel corso della quarta serata si sono esibiti i 12 Artisti rimasti in gara, i quali hanno interpretato i propri brani in versione liberamente rivisitata affiancati da artisti ospiti italiani e/o stranieri. Le canzoni sono state votate dal pubblico a casa tramite il televoto e dalla Sanremo Festival Orchestra. La media delle posizioni raggiunte dagli artisti nelle due singole graduatorie ha generato la graduatoria combinata della serata. Gli artisti agli ultimi due posti sono stati definitivamente eliminati.
Inoltre, si sono esibiti i 4 artisti finalisti della sezione Giovani. Le canzoni sono state votate dal pubblico a casa tramite il televoto e dalla Sanremo Festival Orchestra. La media delle posizioni raggiunte dagli artisti nelle due singole graduatorie ha generato la classifica provvisoria; in seguito al suo svelamento è entrata in gioco la golden share della Giuria Radio, meccanismo attraverso il quale l'artista prescelto ha potuto scalare d'imperio una posizione in classifica. La canzone più votata è stata proclamata vincitrice della Sezione Giovani. Infine, sono stati assegnati il Premio della Critica "Mia Martini" e il Premio Sala Stampa Lucio Dalla per la sezione Giovani.

#### Artisti- Duetti
- Eliminato

| Ordine di uscita | Artista                              | Ospite/i                       | Brano                 | Televoto | Televoto    | Orchestra | Orchestra   | Media delle posizioni nelle graduatorie | Graduatoria combinata |
| Ordine di uscita | Artista                              | Ospite/i                       | Brano                 | Voti     | Graduatoria | Voti      | Graduatoria | Media delle posizioni nelle graduatorie | Graduatoria combinata |
| ---------------- | ------------------------------------ | ------------------------------ | --------------------- | -------- | ----------- | --------- | ----------- | --------------------------------------- | --------------------- |
| 1                | Luca Barbarossa e Raquel del Rosario | Neri Marcorè                   | Fino in fondo         | 16.462   | 5           | 1         | 12          | 8,5                                     | 9                     |
| 2                | La Crus                              | Nina Zilli                     | Io confesso           | 7.580    | 9           | 19        | 2           | 5,5                                     | 4                     |
| 3                | Anna Tatangelo                       | Loredana Errore                | Bastardo              | 16.330   | 6           | 6         | 9           | 7,5                                     | 7                     |
| 4                | Max Pezzali                          | Lillo & Greg                   | Il mio secondo tempo  | 11.612   | 7           | 3         | 10          | 8,5                                     | 11                    |
| 5                | Tricarico                            | Coro di voci bianche Si La Sol | Tre colori            | 5.619    | 10          | 8         | 7           | 8,5                                     | 12                    |
| 6                | Giusy Ferreri                        | Francesco Sarcina              | Il mare immenso       | 3.565    | 12          | 13        | 5           | 8,5                                     | 8                     |
| 7                | Luca Madonia con Franco Battiato     | Carmen Consoli                 | L'alieno              | 4.131    | 11          | 10        | 6           | 8,5                                     | 10                    |
| 8                | Nathalie                             | L'Aura                         | Vivo sospesa          | 8.845    | 8           | 8         | 7           | 7,5                                     | 6                     |
| 9                | Roberto Vecchioni                    | PFM                            | Chiamami ancora amore | 32,267   | 1           | 26        | 1           | 1,0                                     | 1                     |
| 10               | Davide Van De Sfroos                 | Irene Fornaciari               | Yanez                 | 28.419   | 3           | 2         | 11          | 7,0                                     | 5                     |
| 11               | Al Bano                              | Michele Placido                | Amanda è libera       | 17.321   | 4           | 19        | 2           | 3,0                                     | 3                     |
| 12               | Modà con Emma                        | Francesco Renga                | Arriverà              | 30.309   | 2           | 17        | 4           | 3,0                                     | 2                     |

Duetti previsti dei concorrenti eliminati definitivamente nella serata precedente
- Anna Oxa con i Marta sui Tubi[42]
- Patty Pravo con Morgan[43]

#### Giovani- Finale
| Ordine di uscita | Artista          | Brano            | Televoto | Televoto    | Orchestra | Orchestra   | Media delle posizioni nelle graduatorie | Graduatoria combinata |
| Ordine di uscita | Artista          | Brano            | Voti     | Graduatoria | Voti      | Graduatoria | Media delle posizioni nelle graduatorie | Graduatoria combinata |
| ---------------- | ---------------- | ---------------- | -------- | ----------- | --------- | ----------- | --------------------------------------- | --------------------- |
| 1                | Micaela          | Fuoco e cenere   | 10.249   | 1           | 26        | 2           | 1,5                                     | 2                     |
| 2                | Raphael Gualazzi | Follia d'amore   | 9.151    | 2           | 32        | 1           | 1,5                                     | 1                     |
| 3                | Roberto Amadè    | Come pioggia     | 3.164    | 4           | 21        | 3           | 3,5                                     | 3                     |
| 4                | Serena Abrami    | Lontano da tutto | 5.559    | 3           | 9         | 4           | 3,5                                     | 4                     |

Golden share della Giuria Radio
- Vincitore

| Artista          | Brano            | Voti |
| ---------------- | ---------------- | ---- |
| Raphael Gualazzi | Follia d'amore   | 27   |
| Serena Abrami    | Lontano da tutto | 22   |
| Micaela          | Fuoco e cenere   | 4    |
| Roberto Amadè    | Come pioggia     | 2    |

Classifica finale della sezione Giovani dopo l'assegnazione della golden share
- Vincitore

| Posizione        | Brano            | Classifica finale |
| ---------------- | ---------------- | ----------------- |
| Raphael Gualazzi | Follia d'amore   | 1                 |
| Micaela          | Fuoco e cenere   | 2                 |
| Roberto Amadè    | Come pioggia     | 3                 |
| Serena Abrami    | Lontano da tutto | 4                 |

Ospiti
- Monica Bellucci[44]
- Robert De Niro[45]
- Take That e Robbie Williams - The Flood[46]

Altre esibizioni
- Luca e Paolo: Uno su mille ci sarà (sketch satirico musicale sulla sinistra italiana sulle note di Uno su mille di Gianni Morandi)

### Quinta serata - Finale
Nella quinta serata si sono esibiti i 10 Artisti finalisti. Le canzoni sono state votate dal pubblico a casa tramite il televoto e dalla Sanremo Festival Orchestra. La media delle posizioni raggiunte dagli artisti nelle due singole graduatorie ha generato la classifica provvisoria; in seguito allo svelamento delle prime sei posizioni è entrata in gioco la golden share della Sala Stampa, meccanismo attraverso il quale l'artista prescelto ha potuto scalare d'imperio tre posizioni in classifica.
Gli artisti alle prime tre posizioni della graduatoria combinata sono stati ammessi alla seconda fase della finale, durante la quale hanno eseguito nuovamente le loro canzoni. I voti precedentemente accumulati sono stati azzerati e si è proceduto ad un'ulteriore votazione solo del pubblico da casa tramite il televoto. La canzone più votata è stata proclamata vincitrice della Sezione Artisti. Infine, sono stati assegnati il Premio della Critica "Mia Martini" e il Premio Sala Stampa Radio-Tv per la sezione Artisti. ed è stato reso noto il nome del rappresentante italiano all'Eurovision Song Contest 2011.

#### Artisti- Finale - 1ª parte
Artista fra le prime sei posizioni che può godere della golden share
| Ordine di uscita | Artista                              | Brano                 | Televoto | Televoto    | Orchestra | Orchestra   | Media delle posizioni in classifica | Graduatoria combinata |
| Ordine di uscita | Artista                              | Brano                 | Voti     | Graduatoria | Voti      | Graduatoria | Media delle posizioni in classifica | Graduatoria combinata |
| ---------------- | ------------------------------------ | --------------------- | -------- | ----------- | --------- | ----------- | ----------------------------------- | --------------------- |
| 1                | Davide Van De Sfroos                 | Yanez                 | 51.300   | 3           | 7         | 8           | 5,5                                 | 4                     |
| 2                | Roberto Vecchioni                    | Chiamami ancora amore | 111.770  | 1           | 25        | 1           | 1,0                                 | 1                     |
| 3                | Anna Tatangelo                       | Bastardo              | 31.495   | 6           | 5         | 9           | 7,5                                 | 9                     |
| 4                | Luca Barbarossa e Raquel del Rosario | Fino in fondo         | 42.155   | 4           | 1         | 10          | 7,0                                 | 8                     |
| 5                | Al Bano                              | Amanda è libera       | 32.232   | 5           | 23        | 2           | 3,5                                 | 3                     |
| 6                | La Crus                              | Io confesso           | 15.273   | 9           | 17        | 3           | 6,0                                 | 6                     |
| 7                | Giusy Ferreri                        | Il mare immenso       | 9.294    | 10          | 10        | 6           | 8,0                                 | 10                    |
| 8                | Nathalie                             | Vivo sospesa          | 21.112   | 7           | 8         | 7           | 7,0                                 | 7                     |
| 9                | Modà con Emma                        | Arriverà              | 107.318  | 2           | 12        | 4           | 3.0                                 | 2                     |
| 10               | Luca Madonia con Franco Battiato     | L'alieno              | 16.026   | 8           | 12        | 4           | 6,0                                 | 5                     |

Golden share della Sala Stampa
     Vincitore
| Artista                              | Brano                 | Voti |
| ------------------------------------ | --------------------- | ---- |
| Roberto Vecchioni                    | Chiamami ancora amore | 44   |
| La Crus                              | Io confesso           | 21   |
| Modà con Emma                        | Arriverà              | 16   |
| Davide Van De Sfroos                 | Yanez                 | 13   |
| Luca Madonia con Franco Battiato     | L'alieno              | 8    |
| Al Bano                              | Amanda è libera       | 2    |
| Luca Barbarossa e Raquel del Rosario | Fino in fondo         | 2    |
| Nathalie                             | Vivo sospesa          | 1    |

Classifica finale della sezione Artisti dopo l'assegnazione della golden share
- Ammesso alla finale a tre

| Artista                              | Brano                 | Classifica finale |
| ------------------------------------ | --------------------- | ----------------- |
| Roberto Vecchioni                    | Chiamami ancora amore | 1                 |
| Modà con Emma                        | Arriverà              | 2                 |
| Al Bano                              | Amanda è libera       | 3                 |
| Davide Van De Sfroos                 | Yanez                 | 4                 |
| Luca Madonia con Franco Battiato     | L'alieno              | 5                 |
| La Crus                              | Io confesso           | 6                 |
| Nathalie                             | Vivo sospesa          | 7                 |
| Luca Barbarossa e Raquel del Rosario | Fino in fondo         | 8                 |
| Anna Tatangelo                       | Bastardo              | 9                 |
| Giusy Ferreri                        | Il mare immenso       | 10                |

#### Artisti- Finale a tre
- Vincitore

| Ordine di uscita | Artista           | Brano                 | Televoto | Televoto | Classifica finale |
| Ordine di uscita | Artista           | Brano                 | Voti     | %        | Classifica finale |
| ---------------- | ----------------- | --------------------- | -------- | -------- | ----------------- |
| 1                | Roberto Vecchioni | Chiamami ancora amore | 225.714  | 48,34%   | 1                 |
| 2                | Modà con Emma     | Arriverà              | 186.217  | 39,88%   | 2                 |
| 3                | Al Bano           | Amanda è libera       | 54.957   | 11,77%   | 3                 |

Ospiti
- Gustavo Rodrìguez: Two (con la figlia Belén)[50]
- Fernando Alonso[51]
- Alessandra Mastronardi
- Raphael Gualazzi: Follia d'amore
- Avril Lavigne: What the Hell[47]
- Massimo Ranieri: Reginella, Ma se ghe penso (entrambe in trio con Luca e Paolo); medley L'amore è una cosa meravigliosa / Se bruciasse la città / La fisarmonica / Vent'anni / Erba di casa mia / Nel blu dipinto di blu (in duetto con Gianni Morandi)
- Milly Carlucci, Paolo Belli e i ballerini di Ballando con le stelle
- Nino Frassica e Giulio Scarpati

Altre esibizioni
- Luca e Paolo: esibizione musicale sulle note di Grazie perché di Gianni Morandi e uno sketch satirico sullo stereotipo dell'uomo di sinistra
- Marco Sabiu: The Firm, tratta dall'album Sabiu No. 7

## Premi

### SezioneArtisti
- Vincitore 61º Festival di Sanremo sezione Artisti: Roberto Vecchioni con Chiamami ancora amore[5]
- Podio - secondo classificato 61º Festival di Sanremo sezione Artisti: Modà con Emma con Arriverà[5]
- Podio - terzo classificato 61º Festival di Sanremo sezione Artisti: Al Bano con Amanda è libera[5]
- Premio della Critica "Mia Martini" sezione Artisti: Roberto Vecchioni con Chiamami ancora amore[7]
- Premio Sala Stampa Radio-Tv sezione Artisti: Roberto Vecchioni con Chiamami ancora amore[7]
- Premio Nata per unire - 150º anniversario dell'Unità d'Italia: Al Bano con Va, pensiero[32]
- Premio Lunezia per Sanremo 2011: Giusy Ferreri con Il mare immenso[52]

### SezioneGiovani
- Vincitore 61º Festival di Sanremo sezione Giovani: Raphael Gualazzi con Follia d'amore[6]
- Premio "Emanuele Luzzati": Raphael Gualazzi
- Podio - secondo classificato 61º Festival di Sanremo sezione Giovani: Micaela con Fuoco e cenere[21]
- Podio - terzo classificato 61º Festival di Sanremo sezione Giovani: Roberto Amadè con Come pioggia[21]
- Premio della Critica "Mia Martini" sezione Giovani: Raphael Gualazzi con Follia d'amore[8]
- Premio Sala Stampa Radio-Tv sezione Giovani: Raphael Gualazzi con Follia d'amore[8]
- Premio Assomusica per la migliore esibizione live: Raphael Gualazzi[53]

### Altri premi
- Premio alla carriera "Città di Sanremo": Gianni Morandi
- Rappresentante italiano all'Eurovision Song Contest 2011: Raphael Gualazzi[9]

## Orchestra
Per il secondo anno consecutivo la Sanremo Festival Orchestra è stata diretta dal maestro Marco Sabiu. Durante le esibizioni dei cantanti venne diretta dai maestri:
- Ferdinando Arnò per Tricarico e Raphael Gualazzi
- Diego Calvetti per Patty Pravo
- Maurizio Campo per Marco Menichini[54]
- Pietro Cantarelli per Serena Abrami
- Loris Ceroni per Anna Oxa
- Lucio Fabbri per Nathalie
- Alex Gasparotto per Gabriella Ferrone[55]
- Fabio Gurian per i La Crus[56]
- Massimo Morini per Roberto Amadè
- Alterisio Paoletti per Al Bano
- Adriano Pennino per Anna Tatangelo, i Modà con Emma e i BTwins
- Roberto Rossi per Giusy Ferreri
- Bruno Santori per Anansi e Micaela[57]
- Peppe Vessicchio per Roberto Vecchioni, Max Pezzali[58], Luca Madonia con Franco Battiato
- Fio Zanotti per Luca Barbarossa e Raquel del Rosario e Davide Van de Sfroos

## Sigla
La sigla di quest'edizione consisteva in un breve tema musicale realizzato dal Maestro Marco Sabiu e tratto dalla parte finale della versione strumentale del brano The Bloody Verdict of Verden, da lui sempre composto e tratto dal terzo album di Christopher Lee Charlemagne: By The Sword & The Cross, che terminava con le prime note di Un mondo d'amore di Gianni Morandi.

### Jingle
In quest'edizione l'ingresso sul palco di ciascun partecipante nella sezione Artisti era accompagnato da un jingle che riprendeva, nella maggior parte dei casi, un classico della storia del rock.
- Al Bano: E lucevan le stelle - Giacomo Puccini
- Anna Oxa: Back in Black - AC/DC
- Anna Tatangelo: Kiss - Prince
- Davide Van De Sfroos: My Sharona - The Knack
- Giusy Ferreri: Let's Dance - David Bowie
- La Crus: Rock the Casbah - The Clash
- Luca Barbarossa e Raquel del Rosario: I Love Rock 'n' Roll - Joan Jett & the Blackhearts
- Luca Madonia con Franco Battiato: Money - Pink Floyd
- Max Pezzali: Jump - Van Halen
- Modà con Emma: We Will Rock You - Queen
- Nathalie: Over My Shoulder - Mike + The Mechanics
- Patty Pravo: Smoke on the Water - Deep Purple
- Roberto Vecchioni: (I Can't Get No) Satisfaction - The Rolling Stones
- Tricarico: I Shot the Sheriff - Bob Marley

## Scenografia
La scenografia è stata disegnata da Gaetano Castelli, alla sua sedicesima eperienza sanremese, e dalla figlia Maria Chiara. È caratterizzata da una grande spirale che si avvolge verticalmente attorno a un grande ledwall e che termina trasformandosi nella classica scalinata, la quale tuttavia non è più centrale ma laterale. La spirale è arricchita da grandi sfere aeree, “perle” scenografiche in grado di muoversi sul palcoscenico. Come nei due anni precedenti l'orchestra è posta nel golfo mistico e al di sopra di essa vi sono due grandi ledwall.

## Giurie

### Giuria Demoscopica
La Giuria Demoscopica è un campione di 300 abituali ascoltatori, acquirenti e appassionati di musica provenienti da tutta Italia e differenti per sesso ed età. In ciascuna serata il campione è stato costituito da persone diverse.
La Giuria Demoscopica è intervenuta valutando le canzoni degli Artisti nel corso della prima e della seconda serata. I giurati, seduti nella galleria del Teatro Ariston al momento del voto, esprimono le loro preferenze attribuendo ad ogni canzone un punteggio da 1 a 10 nel momento immediatamente successivo alla sua esecuzione in puntata.

### Televoto
Il televoto è il mezzo attraverso cui il pubblico da casa ha potuto esprimere le sue preferenze.
Il televoto e il voto dell'Orchestra, entrambi con peso del 50%, hanno determinato le graduatorie combinate della sezione Artisti nel corso della quarta e quinta serata. Lo stesso sistema ha determinato le graduatorie combinate della sezione Giovani. Infine, il televoto è stato l'unico sistema di votazione che è intervenuto nel ripescaggio nello spareggio fra i tre finalisti.

### Orchestra
I musicisti della Sanremo Festival Orchestra e i componenti del coro hanno espresso il loro voto in forma anonima esprimendo tre preferenze per la sezione Artisti e due preferenze per la sezione Giovani.
Il televoto e il voto dell'Orchestra, entrambi con peso del 50%, hanno determinato le graduatorie combinate della sezione Artisti nel corso della quarta e quinta serata. Lo stesso sistema ha determinato le graduatorie combinate della sezione Giovani.

### Sala Stampa Roof Ariston
La Sala Stampa Ariston Roof è situata all'interno del Teatro Ariston e riunisce i rappresentanti delle testate accreditate fra agenzie giornalistiche, quotidiani, periodici, web, giornali radio, tg e rubriche televisive, nonché testate giornalistiche e emittenti radiotelevisive straniere. A maggioranza dei votanti ha attribuito il Premio della Critica "Mia Martini" per entrambe le sezioni e la golden share per la sezione Artisti.

### Sala Stampa Radio-Tv
La Sala Stampa Radio-TV, situata presso il Palafiori di Sanremo, è una rappresentanza delle principali emittenti radiofoniche e televisive private in ambito nazionale, regionale e provinciale. A maggioranza dei votanti ha attribuito il Premio Sala Stampa Radio-Tv per entrambe le sezioni e la golden share per la sezione Giovani.

### Ex aequo
In caso di ex aequo tra due canzoni della sezione Artisti in una graduatoria stilata con sistema di voto misto (televoto 50% e voto dell'Orchestra 50%), si è fatto riferimento alla graduatoria dalla Giuria Demoscopica della prima serata. In caso di ex aequo tra due canzoni della sezione Giovani si è fatto riferimento alla preferenza espressa dall'Orchestra.

## Esclusi
Fra gli esclusi dalla sezione Artisti vi sono Rocco Papaleo (con Come vivere, brano poi presentato fuori gara l'anno successivo), Tony Maiello (con 200 note), Mietta, Baustelle, Syria, Paolo Meneguzzi, Enzo Avitabile e Bob Geldof, Gennaro Cosmo Parlato (con Magnificat), Mariella Nava (con In nome di ogni donna) e i Jalisse.
Fra gli esclusi dalla categoria Giovani figurano i 3 finalisti eliminati a Domenica in, ovvero gli Infranti Muri (con Contro i giganti), Le Strisce (con Vieni a vivere a Napoli) e Neks (con Occhi): tuttavia i loro brani, pur essendo esclusi dalla manifestazione, sono stati comunque inseriti nelle compilation Sanremo 2011 e Speciale Sanremo 2011. Alle selezioni dei Giovani si era presentato anche il cantautore cosentino Aiello. Fra gli esclusi di Area Sanremo vi sono Erika Mineo ed Eleonora Crupi (con Bastava, poi inciso da Laura Pausini).

## Ascolti
Risultati di ascolto delle varie serate, secondo rilevazioni Auditel.
| Serate             | Messa in onda      | I parte            | I parte            | II parte           | II parte           | Media          | Media  |
| Serate             | Messa in onda      | Telespettatori     | Share              | Telespettatori     | Share              | Telespettatori | Share  |
| ------------------ | ------------------ | ------------------ | ------------------ | ------------------ | ------------------ | -------------- | ------ |
| I                  | 15 febbraio 2011   | 14175000           | 45,20%             | 9417000            | 48,65%             | 11992000       | 46,32% |
| II                 | 16 febbraio 2011   | 12056000           | 39,28%             | 8065000            | 49,64%             | 10145000       | 42,67% |
| III                | 17 febbraio 2011   | 15398000           | 50,23%             | 7529000            | 53,21%             | 12363000       | 50,89% |
| IV                 | 18 febbraio 2011   | 12857000           | 44,24%             | 8266000            | 52,01%             | 10617000       | 46,91% |
| Finale             | 19 febbraio 2011   | 12537000           | 45,97%             | 11633000           | 63,68%             | 12136000       | 52,12% |
| Media delle serate | Media delle serate | Media delle serate | Media delle serate | Media delle serate | Media delle serate | 11451000       | 47,78% |

Il picco d'ascolto si è avuto durante la finale al momento della proclamazione del vincitore, con il 78,51% di share. Da segnalare il picco di ascolti dell'esibizione di Roberto Benigni durante la terza serata del Festival di 19.737.000 spettatori pari al 65% di share.

## Classifiche

### Singoli
| Artista                              | Singolo               | Italia | ITA Certificazioni    |
| ------------------------------------ | --------------------- | ------ | --------------------- |
| Modà con Emma                        | Arriverà              | 1      | Multiplatino 60.000 + |
| Giusy Ferreri                        | Il mare immenso       | 6      | Oro 15.000+           |
| Roberto Vecchioni                    | Chiamami ancora amore | 2      | Oro 15.000 +          |
| Davide Van de Sfroos                 | Yanez                 | 3      | Oro 15.000 +          |
| Raphael Gualazzi                     | Follia d'amore        | 8      | Oro 15.000 +          |
| Max Pezzali                          | Il mio secondo tempo  | 15     | Oro 15.000 +          |
| Luca Barbarossa e Raquel del Rosario | Fino in fondo         | 6      | -                     |
| Nathalie                             | Vivo sospesa          | 7      | -                     |
| Mauro Ermanno Giovanardi (La Crus)   | Io confesso           | 9      | -                     |
| Anna Tatangelo                       | Bastardo              | 12     | -                     |
| Luca Madonia con Franco Battiato     | L'alieno              | 20     | -                     |
| Patty Pravo                          | Il vento e le rose    | 26     | -                     |
| Tricarico                            | Tre colori            | 34     | -                     |
| Al Bano                              | Amanda è libera       | 38     | -                     |
| Micaela                              | Fuoco e cenere        | 47     | -                     |
| Anna Oxa                             | La mia anima d'uomo   | 55     | -                     |
| Serena Abrami                        | Lontano da tutto      | 61     | -                     |
| Anansi                               | Il sole dentro        | 91     | -                     |
| Roberto Amadè                        | Come pioggia          | 97     | -                     |

| Artista       | Singolo  | Posizione classifica annuale 2011 |
| ------------- | -------- | --------------------------------- |
| Modà con Emma | Arriverà | 7                                 |

### Album
| Artista                  | Album                              | Massima posizione raggiunta | Massima posizione raggiunta | Massima posizione raggiunta | Massima posizione raggiunta | Certificazione | Copie vendute |
| Artista                  | Album                              | ITA                         | SWI                         | AUT                         | GER                         | Certificazione | Copie vendute |
| ------------------------ | ---------------------------------- | --------------------------- | --------------------------- | --------------------------- | --------------------------- | -------------- | ------------- |
| Modà                     | Viva i romantici                   | 1                           | —                           | —                           | —                           | Diamante       | 480.000 +     |
| Emma                     | A me piace così (Sanremo Edition)* | 2                           | 50                          | —                           | —                           | Multiplatino   | 120.000 +     |
| Max Pezzali              | Terraferma*                        | 4                           | 88                          | —                           | —                           | Oro            | 40.000 +      |
| Raphael Gualazzi         | Reality and Fantasy*               | 4                           | —                           | 53                          | 49                          | Multiplatino   | 100.000 +     |
| Roberto Vecchioni        | Chiamami ancora amore              | 4                           | 70                          | —                           | —                           | Oro            | 30.000 +      |
| Davide Van de Sfroos     | Yanez                              | 4                           | —                           | —                           | —                           | Oro            | 30.000 +      |
| Anna Oxa                 | Proxima (Sanremo Edition)*         | 4                           | —                           | —                           | —                           | —              | —             |
| Nathalie                 | Vivo sospesa                       | 6                           | 84                          | —                           | —                           | —              | —             |
| Anna Tatangelo           | Progetto B                         | 9                           | 1                           | —                           | —                           | —              | —             |
| Giusy Ferreri            | Il mio universo                    | 11                          | 98                          | —                           | —                           | —              | —             |
| BTwins                   | BTwins                             | 14                          | —                           | —                           | —                           | —              | —             |
| Patty Pravo              | Nella terra dei pinguini           | 15                          | —                           | —                           | —                           | —              | —             |
| Mauro Ermanno Giovanardi | Ho sognato troppo l'altra notte?   | 18                          | —                           | —                           | —                           | —              | —             |
| Luca Barbarossa          | Barbarossa Social Club             | 47                          | —                           | —                           | —                           | —              | —             |
| Luca Madonia             | L'alieno                           | 48                          | —                           | —                           | —                           | —              | —             |
| Tricarico                | L'imbarazzo                        | 53                          | —                           | —                           | —                           | —              | —             |
| Al Bano                  | Amanda è libera                    | 87                          | —                           | —                           | —                           | —              | —             |

- Nota bene: gli album contrassegnati con l'asterisco (*) sono album con riedizioni, quindi classifiche e certificazioni sono considerate in modo unitario.

### Compilation
| Compilation           | Italia |
| --------------------- | ------ |
| Sanremo 2011          | 1      |
| Speciale Sanremo 2011 | 2      |
| Nata per unire        | 3      |

Solo le canzoni di Al Bano, Luca Barbarossa e Raquel del Rosario, Anna Oxa, Patty Pravo, Gabriella Ferrone e BTwins sono presenti in entrambe le compilation. Inoltre, tutte e due le raccolte contengono anche i brani dei tre finalisti dei Giovani Infranti Muri, Neks e Le Strisce.

## Eurovision Song Contest

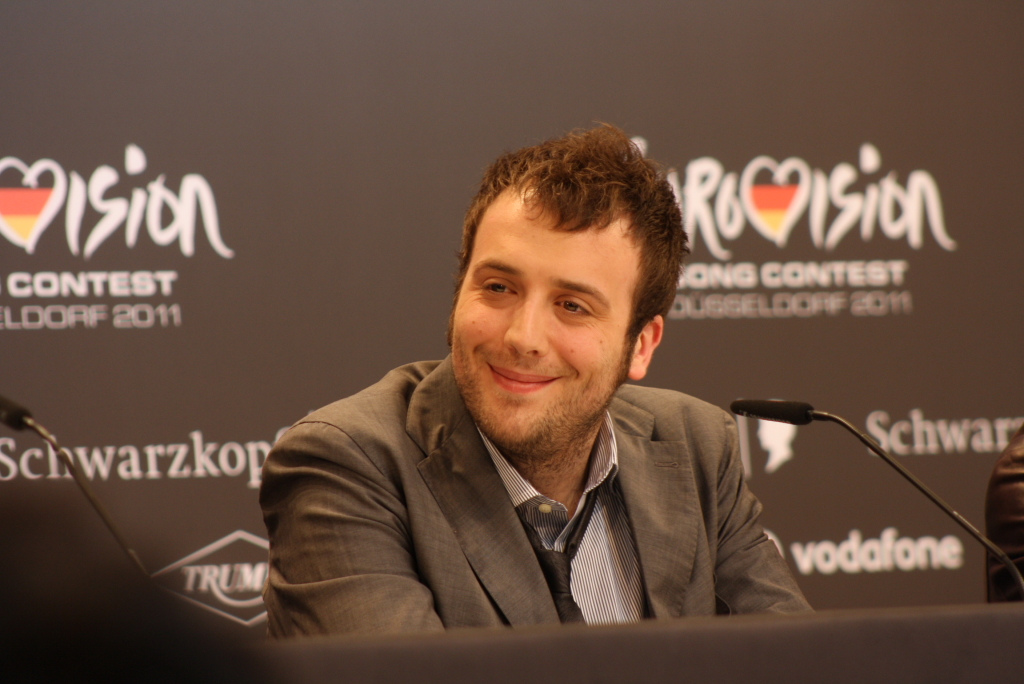
Raphael Gualazzi durante una conferenza stampa per l'Eurovision Song Contest 2011 a Düsseldorf, in Germania.

Nel dicembre 2010 la RAI ha confermato il ritorno dell'Italia in gara all'Eurovision Song Contest, dopo un’assenza durata 13 anni: l’ultima presenza fu nell’edizione 1997 svoltasi a Dublino, Irlanda, con i Jalisse che chiusero quarti con Fiumi di parole, brano vincitore del Festival di Sanremo dello stesso anno. I vertici dell'azienda hanno comunicato all'UER che a rappresentare la nazione all'evento sarebbe stato uno dei concorrenti del Festival di Sanremo 2011: in particolare la scelta del rappresentante è stata delegata a una commissione composta tra gli altri dal presentatore Gianni Morandi, dal direttore artistico Gianmarco Mazzi, dal direttore di Rai 1 Mauro Mazza e da quello di Rai 2 Massimo Liofredi. Il prescelto è risultato essere Raphael Gualazzi, vincitore della categoria Giovani, con la sua canzone Follia d'amore. Il brano è stato poi presentato in una versione bilingue e più breve dal titolo Madness of Love. Poiché l'Italia è rientrata come membro delle cosiddette Big Five, Gualazzi non ha dovuto prendere parte alle semifinali ma si è automaticamente qualificato per la finale dell'evento.
Il 14 maggio Gualazzi si è esibito alla Merkur Spiel-Arena di Düsseldorf, in Germania, in occasione della finale dell'Eurovision Song Contest 2011. Il cantautore si è classificato al secondo posto, battuto solamente dal duo azero Ell & Nikki in gara con il brano Running Scared. La canzone è risultata essere di gran lunga la più votata dalle giurie nazionali e in finale ha ottenuto i 12 punti da parte di San Marino, Albania, Spagna e Lettonia.

## Curiosità
- Con i suoi 67 anni, 7 mesi e 25 giorni al momento della vittoria, Roberto Vecchioni è in assoluto il vincitore più anziano della storia del Festival di Sanremo.
- Chiamami ancora amore, oltre a essere la canzone vincitrice della sezione Artisti, ha vinto anche il Premio della Critica "Mia Martini". Ciò è accaduto solo altre quattro volte: nel 1995 con Come saprei di Giorgia, nel 2001 con Luce (tramonti a nord est) di Elisa, nel 2007 con Ti regalerò una rosa di Simone Cristicchi e nel 2020 con Fai rumore di Diodato.
- I vincitori delle due sezioni, Roberto Vecchioni e Raphael Gualazzi, hanno entrambi vinto sia il Premio della Critica "Mia Martini" che il Premio Sala Stampa Lucio Dalla. Questa circostanza è avvenuta una sola altra volta nella storia del Festival, ovvero nel 2007, quando Simone Cristicchi vinse nella sezione Campioni con Ti regalerò una rosa, Fabrizio Moro trionfò fra i Giovani con Pensa ed entrambi i cantautori vennero insigniti di ambedue i premi.
- Raphael Gualazzi è attualmente l'unico artista che, al momento della sua designazione come rappresentante italiano all'Eurovision, era in gara nella sezione Giovani.
- Nessuna delle due golden share ha modificato la classifica finale delle rispettive sezioni.
- Il brano Io confesso dei La Crus era stato già presentato da Mauro Ermanno Giovanardi e Giusy Ferreri alla direzione artistica dell'edizione precedente; tuttavia, la sua candidatura fu poi ritirata all'ultimo momento.[104]
- Per la sessantunesima edizione della kermesse la Gialappa's Band è tornata ad imperversare al Festival di Sanremo. Il trio comico ha lanciato il tormentone "Gufo con gli occhiali" in omaggio al conduttore Gianni Morandi. L'animale è infatti uno dei protagonisti di Sei forte papà, celebre canzone dell'interprete bolognese. Alcuni artisti, come Kekko Silvestre dei Modà, Emma e Nathalie, hanno indossato una spilla raffigurante il rapace occhialuto. Roberto Vecchioni, oltre a mostrarla in mano, ha anche urlato "Gufo con gli occhiali!" al termine della sua prima esibizione nella serata finale. Anche alcuni direttori d'orchestra hanno preso parte all'iniziativa.
- La sessantunesima edizione è attualmente l'unica che è stata seguita dalla pubblicazione di un'apposita compilation contenente le cover incise dei brani interpretati dagli Artisti nella serata evento. Si tratta della raccolta celebrativa Nata per unire.[34]